# Sen o przyszłości
Sen o przyszłości je první sólové studiové album polské zpěvačky a skladatelky Sylwie Grzeszczak. Vyšlo 11. října 2011 v hudebním vydavatelství EMI Music Poland. Obsahuje 11 písní, z nichž byly postupně zveřejněny tři singly „Małe rzeczy”, „Sen o przyszłości” a „Karuzela”. Dne 6. dubna 2016 získalo album trojnásobnou platinovou desku za 90 000 prodaných nosičů.

## Seznam skladeb
| Pořadí         | Název               | Hudba             | Text                                 | Délka |
| -------------- | ------------------- | ----------------- | ------------------------------------ | ----- |
| 1.             | Sen o przyszłości   | Sylwia Grzeszczak | Sylwia Grzeszczak, Marcin Piotrowski | 3:19  |
| 2.             | Leć                 | Sylwia Grzeszczak | Sylwia Grzeszczak, Marcin Piotrowski | 3:07  |
| 3.             | Karuzela            | Bartosz Zielony   | Marcin Piotrowski                    | 3:17  |
| 4.             | Bajka               | Sylwia Grzeszczak | Kuba Mańkowski, Marcin Piotrowski    | 3:47  |
| 5.             | Tęcza               | Sylwia Grzeszczak | Sylwia Grzeszczak                    | 3:46  |
| 6.             | Nie dam się         | Sylwia Grzeszczak | Sylwia Grzeszczak                    | 3:10  |
| 7.             | Imię trawy          | Sylwia Grzeszczak | Jacek Cygan                          | 3:19  |
| 8.             | Małe rzeczy         | Sylwia Grzeszczak | Marcin Piotrowski                    | 3:17  |
| 9.             | Najprzytulniej      | Sylwia Grzeszczak | Sylwia Grzeszczak, Marcin Piotrowski | 3:25  |
| 10.            | Gorszy dzień        | Bartosz Zielony   | Kuba Mańkowski                       | 4:31  |
| 11.            | За тобой (Za Toboy) |                   |                                      | 3:26  |
| Celková délka: | Celková délka:      | Celková délka:    | Celková délka:                       | 38:24 |

## Obsazení
- Sylwia Grzeszczak – zpěv, vokály, klavír, aranžmá
- Kuba Mańkowski – kytara, basová kytara
- Gergő Rácz – kytara
- Karolina Waścińska – viola
- Anna Machowska – housle